# Hvalfjörður
Hvalfjörður (islandsky Hvalfjarðargöng) je podmořský silniční tunel, který vede pod stejnojmenným fjordem v Islandu na silnici Hringvegur mezi Reykjavikem a městem Akranes. Tunel byl uveden do provozu 11. července 1998.

## Historie
Tunel byl postaven v rámci partnerství soukromého a veřejného sektoru (PPP) pod vedením společnosti Spölur, zatímco společnost Verkís se postarala o téměř celý projekt. Společnost Spölur byla také vlastníkem a provozovatelem tunelu až do roku 2018, kdy bylo vlastnictví a správa tunelu podle plánu převedeno na Islandskou správu silnic (Vegagerðin). Tento projekt byl milníkem v islandském stavebnictví, neboť se jednalo o první soukromou finanční iniciativu bez přímého financování ze státní pokladny.

## Popis
Tunel je dlouhý 5 770 m, z toho 3 750 m pod mořem a dosahuje hloubky 165 m pod hladinou moře. Byl uveden do provozu 11. července 1998 a zkracuje vzdálenost z Reykjavíku do západní a severní části země o 45 km. Přejezd fjordu nyní trvá 7 minut namísto dříve přibližně hodiny. Stavba tunelu byla zahájena v roce 1996 a dokončena v roce 1998 nákladem přibližně 5 miliard ISK (70 milionů USD). Tunel Hvalfjörður byl prvním podvodním tunelem na světě, který byl ražen v mladém čediči v geotermální oblasti. Tunel byl navržen pro průměrný denní provoz 1500 vozidel. Už v prvním roce byl denní průměr 2 500 vozidel a v roce 2007 to bylo 5 500 vozidel. Jedním z důvodů byl  zvýšený nárůst vozidel na Islandu.
Zatímco nejhlubší bod podmořského tunelu je 165 m pod hladinou moře, největší hloubka moře je 40 m a minimální horninové nadloží je 40 m. Tunel je jednotubusový se dvěma jízdními pruhy, s výjimkou severního konce tunelu, kde jsou tři jízdní pruhy, z toho dva jízdní pruhy v úseku do kopce a jeden jízdní pruh z kopce.
Původní plán předpokládal, že náklady na výstavbu tunelu se vrátí za dvacet let (do roku 2018), ale ukázalo se, že objem dopravy je výrazně vyšší, než se původně předpokládalo. Objem dopravy je tak vysoký, že provozovatel tunelu navrhl vybudování nového tunelu vedle stávajícího, protože doprava dosahuje hranice předepsané evropským nařízením (8 000 vozidel denně), nad kterou by měla být doprava v opačných směrech oddělena.

## Bezpečnost
V evropském tunelovém testu ADAC 2010 (který každoročně provádí německý autoklub ADAC) získal Hvalfjarðargöng jako jediný z 26 testovaných tunelů ve 13 zemích hodnocení „špatně" a umístil se tak na posledním místě. Kritizovány byly různé aspekty, které jsou zmíněny i v testu EuroTAP, zejména slabé osvětlení, absence automatického požárního poplašného systému, příliš slabé větrání v případě požáru a vzdálenost k nejbližší požární stanici (28 km nebo 17 mil). Každých 500 m jsou umístěny výklenky, které usnadňují otáčení, a kapacita zásobníků na uniklou vodu je 2 000 m³.
V letech 2007 až 2013 byla instalována řada bezpečnostních vylepšení, včetně automatického hasicího systému, zdokonaleného kamerového systému, nové elektroinstalace pro nouzové osvětlení a dalších míst tísňového volání s hasicími přístroji. Podle provozovatele se tím zdvojnásobila úroveň bezpečnosti, která je nyní 15krát vyšší než při používání staré silnice kolem fjordu.
V roce 2020 bylo instalováno lepší LED osvětlení na ramenech jízdních pruhů a v roce 2024 byly v tunelu instalovány kamery pro měření průměrné rychlosti.

## Galerie

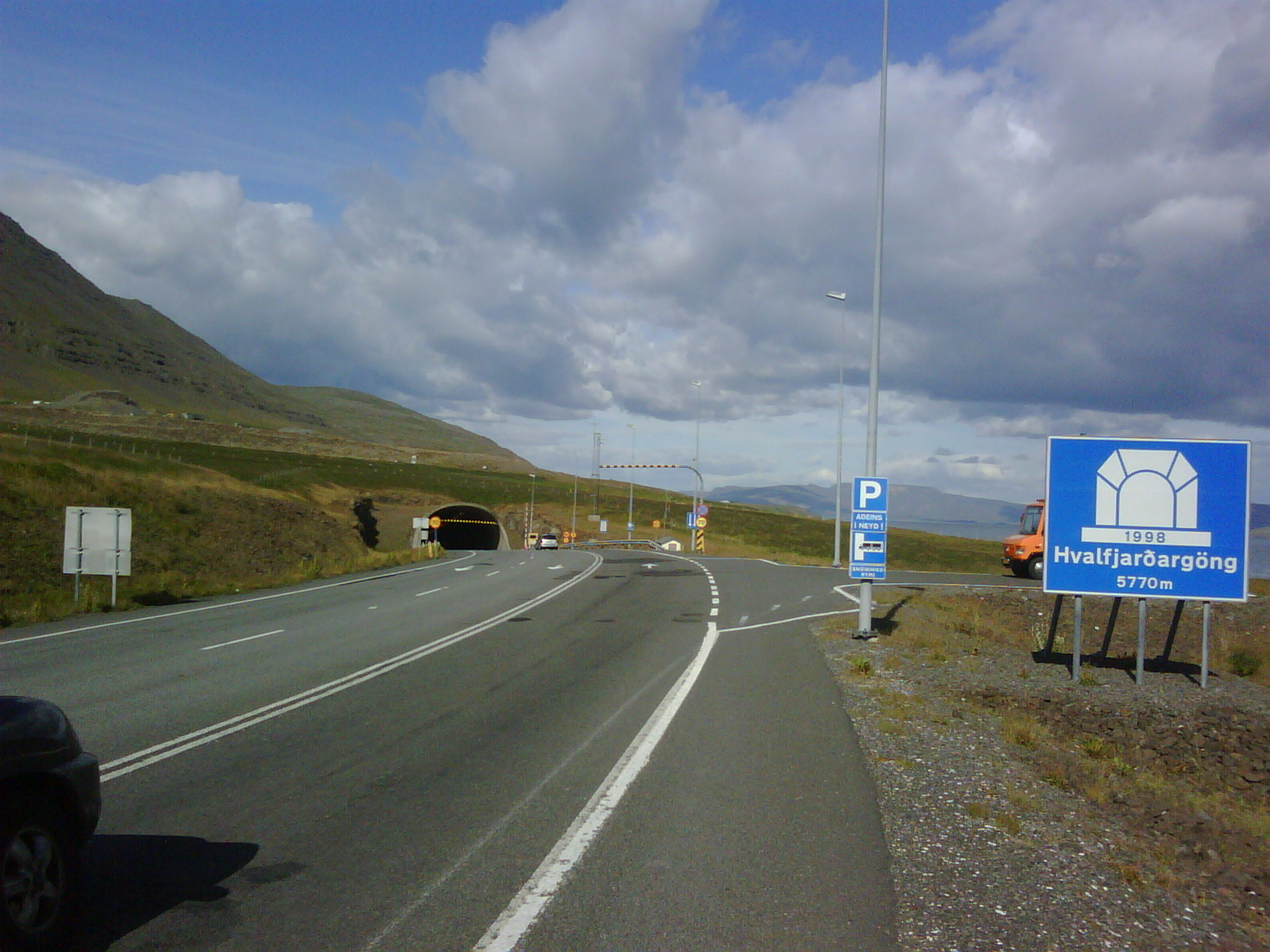
Severní vjezd
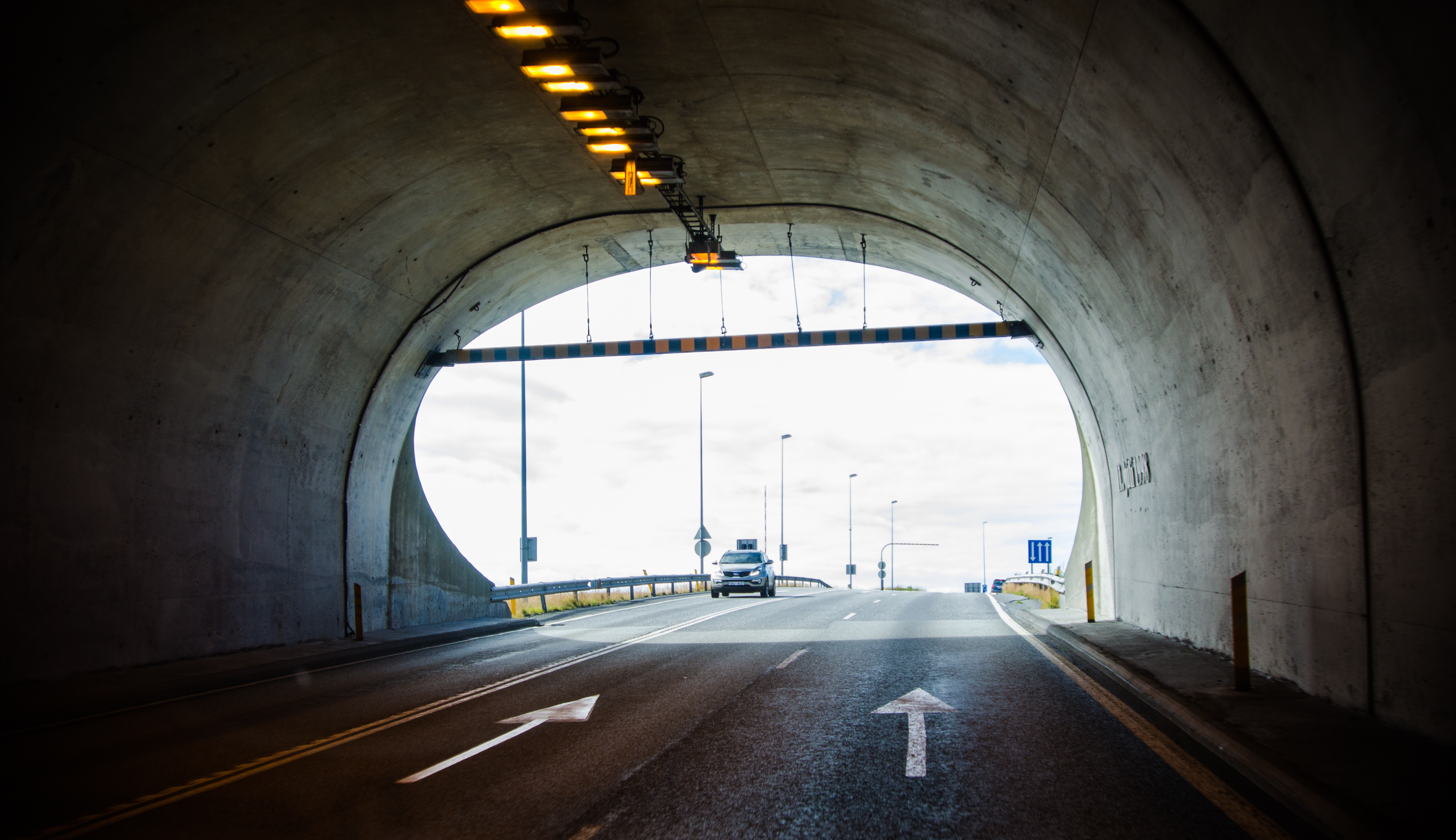
Jižní portál
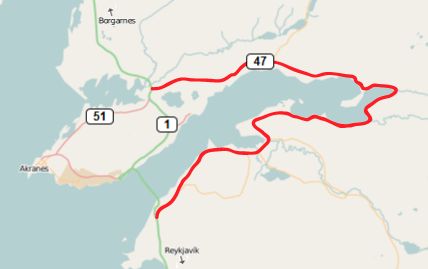
Červená čára označuje státní silnici číslo 47 na Islandu kolem fjordu.